# Сунь Юань и Пэн Юй
Сунь Юань и Пэн Юй (Sun Yuan & Peng Yu) — два современных китайских художника, известны благодаря использованию таких биологических материалов, как человеческий жир, живые животные и трупы. В своих работах затрагивают вопросы жизни, смерти и борьбы человека.

## Образование
Оба художника окончили факультет живописи Центральной академии изобразительных искусств (Central Academy of Fine Arts).

## Творчество
Сунь Юань и Пэн Юй представляли Китай на Венецианской биеннале в 2007. В качестве своего вклада в 2005, дует пригласил китайского фермера Du Wenda представить его самодельное НЛО в Китайском павильоне Венецианской биеннале. Сунь Юань и Пэн Юй выиграли Премию в области современного китайского искусства (Contemporary Chinese Art Award) в 2001.
В одной из своих самых известных работ, «Дом престарелых» (англ. «Old Person’s Home», 2007), художники представили шокирующую гротескную сцену: 13 персонажей (скульптуры в натуральную величину), которые выглядят подозрительно похожими на мировых лидеров, парализованные и бессильные, беззубые и старые, медленно и хаотично передвигаются по выставочному пространству на электрических инвалидных колясках, наталкиваясь друг на друга. Эта работа была представлена в основном проекте Московской биеннале современного искусства в 2009.